# ペルージャ大学
ペルージャ大学 (イタリア語：Università degli Studi di Perugia) とはイタリアのペルージャにある公立の大学である。1308年にクレメンス5世によってストゥディウム・ゲネラーレとして設立された。 
大学の公式の紋章は左が青の背景に聖人Herculanus of Perugiaと右が赤の背景に町のシンボルの王冠を被ったグリフォンをあらわす。中世に教会と市民の力が大学を発展させたことに由来する。

## 組織
全部で11学部ある。
- 農学部
- 経済学部
- 教育学部
- 工学部
- 人間学部
- 法学部
- 理学部
- 医学部
- 薬学部
- 政治学部
- 獣医学部

29の研究計画があり1,200人の常勤スタッフがいる。
25の組織を擁し、11の図書館がある。31,000人の学生が学ぶ。

## その他
- ペルージャ大学植物園は、大学の植物園である。

## 関連
- イタリアの大学の一覧
- ペルージャ